# Leon (Kansas)
Leon – miasto położone w hrabstwie Butler.